# Ciclone Komen
A tempestade ciclónica Komen foi um ciclone tropical incomum que se originou perto da costa sul de Bangladesh e mais tarde atingiu o mesmo país enquanto flutuava sobre o norte da baía de Bengala. A segunda tempestade nomeada da temporada de 2015, Komen trouxe vários dias de fortes chuvas para Myanmar, Bangladesh e Índia. Formou-se como uma depressão em 26 de julho sobre o delta do Ganges e moveu-se em um movimento circular ao redor do norte da Baía de Bengala. Komen intensificou em uma tempestade ciclônica de 75 km/h, e se mudou para a costa sudeste de Bangladesh em 30 de julho. O sistema virou para o oeste sobre a terra e foi observado pela última vez no leste da Índia em 2 de agosto.
Na sua esteira, Komen deixou cair chuvas torrenciais, principalmente no noroeste de Mianmar, onde a precipitação totalizou 840 mm em Paletwa. As chuvas agravaram as inundações contínuas e contribuíram para a pior inundação no país em um século. Cerca de 1,7 milhões de pessoas foram forçadas a evacuar quando as águas inundaram as casas até aos telhados. Cerca de 510.000 casas no país foram danificadas ou destruídas, e muitos moradores perderam a sua fonte de renda como 270,015 ha (667,221 acres) de campos de cultivo foram danificados. As enchentes mataram 132 pessoas, das quais pelo menos 39 estavam diretamente relacionadas com Komen. O governo solicitou ajuda da comunidade internacional para enfrentar o desastre, considerado o pior no país desde o Ciclone Nargis, em 2008. Em outros lugares, a inundação da tempestade danificou 88.900 casas em Bangladesh e plantações cobertas por uma semana; Komen matou 45 pessoas no país, algumas delas devido a doenças transmitidas pela tempestade. Mais tarde, as enchentes afetaram o sudeste da Índia, matando 103 pessoas e danificando ou destruindo 476.046 casas.

## História meteorológica
A monção gerou uma área de baixa pressão em 25 de julho sobre o extremo norte da Baía de Bengala e ao longo da costa sul de Bangladesh. Com baixo cisalhamento do vento e convecção abundante ao sul de uma circulação em desenvolvimento, o sistema se organizou rapidamente. Às 03:00 UTC em julho Em 26 de novembro, o Departamento Meteorológico da Índia (IMD) classificou o sistema como uma depressão, enquanto a circulação estava quase estacionária perto da costa sul de Bangladesh. A interação com a terra e uma fase desfavorável da oscilação Madden-Julian impediram um maior fortalecimento, apesar das temperaturas quentes da água de {31 C. no início de 27 de julho, o Joint Typhoon Warning Center (JTWC), com sede nos Estados Unidos, começou a monitorar a depressão depois que a convecção se organizou ainda mais, amplificada por um bom escoamento. Ainda embutida na monção, a depressão permaneceu quase estacionária por dois dias no sul de Bangladesh. O JTWC emitiu um alerta de formação de ciclones tropicais no final de 28 de julho, devido à circulação cada vez mais definida.
Em 28 de julho, o sistema começou a se mover mais para o sul e sudeste, embora seu movimento fosse muito lento, possivelmente afetado por outra depressão de monção sobre o oeste da Índia. O IMD descreveu a pista como "única", fazendo um "caminho semicircular sobre o nordeste da Baía de Bengala". Às 00:00 UTC no dia seguinte, o IMD atualizou a depressão para uma depressão profunda, e três horas depois o JTWC classificou o sistema como ciclone tropical 02B, localizado {135 km ao sudoeste de Chatigão, Bangladesh. Um vale troposférico superior tropical a nordeste transmitia ar seco, mas, fora isso, as condições eram geralmente favoráveis. Uma cordilheira sobre Myanmar virou o sistema para o norte em 29 de julho. Durante esse dia, a circulação foi um tanto alongada e exposta à convecção, enquanto as trovoadas na periferia sul se organizaram em bandas de chuva em espiral. Às 18:00 UTC em 29 de julho, o IMD atualizou o sistema para Tempestade Ciclónica Komen, uma das quatro únicas tempestades de tal intensidade em julho desde 1965; normalmente, as áreas de baixa pressão que se formam no mês estão no extremo norte da periferia da Baía de Bengala, permitindo pouco tempo para se desenvolver sobre as águas e geralmente impedidas pelo cisalhamento do vento.
No final de 29 de julho, o JTWC estimou que Komen atingiu o pico ventos sustentados de 1 minuto de {75 km/h, com base em estimativas de imagens de satélite. À medida que a tempestade se aproximava de Bangladesh, a circulação permaneceu muito ampla com a maior parte da convecção na periferia sul, embora as imagens de radar da costa indicassem que havia uma formação de olho no centro da tempestade. Às 06:00 UTC em 30 de julho, o pico estimado do IMD de {75 km/h ventos sustentados de 3 minutos. Entre as 14:00 – 15:00 UTC naquele dia, Komen atingiu a costa de Bangladesh, a oeste de Chittagong, e o JTWC interrompeu os alertas assim que a tempestade atingiu a costa. Komen enfraqueceu rapidamente ao virar para o noroeste através de Bangladesh, guiado por uma cordilheira sobre o Tibete ao norte. Em 31 de julho, o sistema cruzou para o estado indiano de Bengala Ocidental como uma depressão enfraquecida. A pista mudou para oeste-sudoeste até que Komen enfraqueceu em uma baixa remanescente em 2 de agosto sobre Jarcanda.

## Preparações

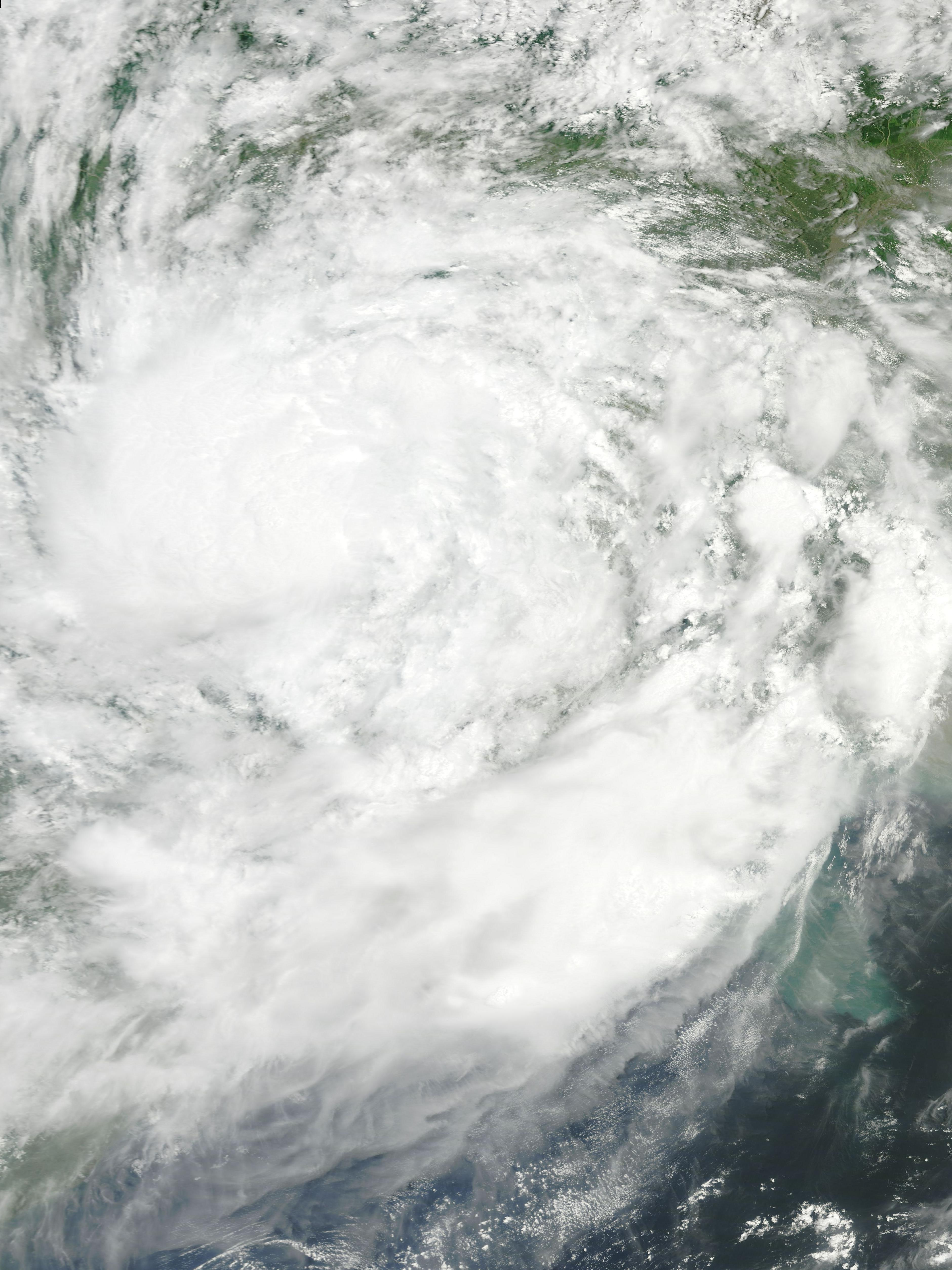
Komen sobre a terra em 2 de agosto

Durante a existência de Komen, o IMD emitiu avisos sobre a tempestade que foram retransmitidos aos governos dos países afetados. No sudeste da Índia, funcionários do governo emitiram vários alertas para os pescadores e para o potencial de chuvas perturbadoras. A inundação generalizada forçou 1,2 milhões de pessoas para evacuar suas casas, com 1.537 abrigos foram abertos para abrigar 214.306 dos evacuados. O ministro-chefe de Bengala Ocidental, Mamata Banerjee, cancelou uma viagem ao exterior a Londres para coordenar as atividades de socorro relacionadas à tempestade.
O governo de Bangladesh evacuou 331.120 pessoas para 766 abrigos contra tempestades, principalmente em áreas baixas do distrito de Cox's Bazar.

## Impacto
Por vários dias, Komen deixou cair fortes chuvas no norte da Baía de Bengala e nas costas adjacentes do noroeste de Mianmar, Bangladesh e leste da Índia. O quadrante sudeste produziu as chuvas fortes, resultando em um pico de chuva de {840 mm em Paletwa, Mianmar; o país experimentou totais recordes de precipitação durante julho e agosto de 2015 em alguns locais.

### Bangladesh
Movendo-se para a costa de Bangladesh, Komen foi acompanhado por uma maré de tempestade de 1 a 2 metros que afetou Chittagong, enquanto as chuvas causaram deslizamentos de terra. Uma estação em Teknaf Upazila registrou brevemente ventos de {100 km/h em 30 de julho. Chittagong, no sudeste de Bangladesh, registrou mais de {800 mm de chuva em três dias, e mais de 1 000 mm em Cox's Bazar durante dez dias. O mar agitado matou duas pessoas em Cox's Bazar quando um barco virou. Deslizamentos de terra induzidos pela chuva mataram cinco pessoas em Cox's Bazar e outras duas morreram na cidade devido a enchentes. A tempestade danificou 88.900 casas em Bangladesh, incluindo centenas de cabanas de pescadores. Árvores derrubadas em casas mataram pelo menos três pessoas em casos separados. Inundações submergiram pelo menos 145,000 ha (360,000 acres) de colheitas por pelo menos uma semana depois que Komen atingiu o país. Komen matou 45 pessoas em Bangladesh  – 21 em Cox's Bazar e 7 no distrito de Bandarban – algumas das quais devido a doenças transmitidas pela tempestade. Cerca de 220.000 as residências precisaram de alguma forma de assistência após a tempestade, principalmente para cobrir a falta de comida. Dano em Chittagong excede ৳ 1,41 bilhões (US$ 18,1 milhão).

### Índia
Índia, a precipitação atingiu um pico de 520 mm em Harinkhola, Bengala Ocidental, depois que a tempestade se moveu para o interior e seguiu para o oeste. As chuvas de Komen na Índia aumentaram após as inundações anteriores; fortes chuvas da tempestade ocorreram enquanto os rios e represas estavam transbordando. A chuva produziu um deslizamento de terra no estado de Manipur, no extremo leste da Índia, matando 20 pessoas. Quando a tempestade se mudou para Bengala Ocidental, matou 10.088 bovinos, afetando milhões de residentes. Komen danificou 368.238 casas e destruiu outras 107.808. Em todo o estado, a tempestade matou 83 pessoas, algumas relacionadas a raios e picadas de cobra. As inundações cobriram uma parte da Rodovia Nacional 60 no estado vizinho de Orissa. O governo indiano utilizou 121 barcos de resgate para socorrer os residentes encalhados. Os danos gerais em Bengala Ocidental foram de até ₹ 30 bilhões (US$ 467 milhão).

### Mianmar
No noroeste de Mianmar, Komen trouxe chuvas adicionais após semanas de inundações de monções. No extremo noroeste de Mianmar, Maungdaw registrou ventos de 124 kph, possivelmente durante uma tempestade passageira. Perto de Sittwe registrou ventos de 107 km/h. Chuvas torrenciais, chegando 150 mm por hora, causaram inundações e deslizamentos de terra. No estado de Chin, a nordeste de Tonzang, Komen resultou em três deslizamentos de terra, incluindo um ao longo de uma encosta de montanha que se moveu 395 milhões de toneladas de solo a uma velocidade de até 180 km/h; o deslizamento de terra foi de 5,9 km de comprimento, um dos maiores em todo o mundo em uma década que não estava relacionado a um terremoto e um deslizamento de terra em movimento muito mais rápido do que o normal. As inundações após a passagem de Komen foram consideradas o pior desastre em Mianmar desde o ciclone Nargis em 2008, e de acordo com o governo, possivelmente a pior inundação em um século. Cerca de 1,7 milhões de pessoas tiveram que evacuar temporariamente.
Os níveis de água atingiram o topo dos edifícios, o que desalojou moradores e restringiu as viagens a apenas barcos e helicópteros. As inundações de Komen causaram mais danos a casas e estradas. As inundações cobriram os campos de cultivo com lama e lodo, principalmente nos vales. Até o final de julho de 2015, mais de 1,400,000 acres (570,000 ha) de terras agrícolas foram inundadas, das quais 667.221 acres (270.000 ha) das culturas plantadas foram danificados, principalmente no arrozal. Cerca de 236.000 galinhas foram mortas e houve perdas menores para outros animais. Em Sittwe, inundações e ventos danificaram seis abrigos e acampamentos, onde cerca de 100.000 pessoas residiam durante a tempestade. Os abrigos sofreram danos em latrinas e centros de aprendizagem, sendo necessário o uso de lonas para evitar as enchentes. A cidade de Kalay foi isolada por inundações e acessível apenas por via aérea.
As inundações de Komen foram piores no estado de Rakhine, onde a distribuição de água foi contaminada, e cidades inteiras foram em grande parte destruídas. As águas começaram a baixar em 4 de agosto, permitimdo que os residentes voltassem para casa; em setembro de 2015, a maioria dos residentes deslocados em todo o país havia retornado para casa. Ventos fortes em Lailenpi, no estado de Chin, danificaram uma escola e um centro de treinamento para agentes comunitários de saúde. Quatro escolas foram danificadas em todo o país apenas por Komen. A tempestade e as inundações anteriores danificaram 490.000 casas e destruiu outras 21.000, causando 132 mortes, pelo menos 55 das quais no estado de Rakhine. Komen foi diretamente responsável por pelo menos 39 mortes no país. A perda total estimada da inundação foi em K 1.942 trilhão (US$ 1,51 bilhão).

## Consequências
Em 31 de julho, o presidente de Mianmar, Thein Sein, declarou áreas de desastre para os estados de Chin e Rakhine e para as regiões de Sagaing e Magway. Em 4 de agosto, o governo lançou um apelo à comunidade internacional para obter ajuda. Em resposta, o governo da Austrália forneceu A$ 3 milhões, e a Agência dos Estados Unidos para o Desenvolvimento Internacional enviou US$ 600.000. O vizinho Bangladesh doou US$ 800.000 em remédios, kits de água e outros suprimentos. A assistência de outros países incluiu $ 775.000 do Reino Unido, $ 142.202 da vizinha Tailândia, $ 100.000 da Cruz Vermelha de Cingapura e $ 300.000 da China.